# Gentiana angustifolia
Gentiana angustifolia là một loài thực vật có hoa trong họ Long đởm. Loài này được Vill. mô tả khoa học đầu tiên năm 1787.